# オラ・イェイロ
オラ・イェイロ（Ola Gjeilo、1978年5月5日 - ）は、ノルウェー出身、アメリカ・マンハッタン在住の作曲家、ピアニスト。
ノルウェー音楽アカデミーにてクラシック音楽を学ぶ。その後、イギリスの王立音楽大学、アメリカのジュリアード音楽院へと移り作曲の修士号を得た。クラシック音楽が主であり、賛美歌など宗教的な題材をモチーフにした楽曲も多い。

## 実績
フェニックス・コーラル、ヴォーチェス8にコンポーザー・イン・レジデンスとして招聘された。またアメリカ合唱監督協会内のBrock委員会2016に作曲家として参加している。

## ディスコグラフィ
付記: オラ・イェイロは全アルバムでピアノを演奏している

### アルバム
合唱曲:
- Northern Lights (2012年、Chandos) ※with フェニックス・コーラル[6]
- 『オラ・イェイロ：合唱作品集』 - Ola Gjeilo - Voices • Piano • Strings (2016年、Decca Classics) ※with ヴォーチェス8、テネブレ、チェンバー・オーケストラ・オブ・ロンドン[7]
- 『ウィンター・ソングズ』 - Winter Songs (2017年、Decca Classics) ※with ロイヤル・ホロウェイ合唱団、12アンサンブル[8]

ピアノ曲:
- Stone Rose (2007年、2L)[9]
- Piano Improvisations (2012年、2L)[10]
- Night (2020年、Decca)[11]
- 『夜明け』 - Dawn (2022年、Decca)[12]